# Vladimir Zografski
Vladimir Zografski (Samokov, 14 juli 1993) is een Bulgaarse schansspringer. Hij nam deel aan de Olympische Winterspelen 2014 en Olympische Winterspelen 2018. 

## Carrière
Zografski maakte zijn debuut in de wereldbeker in het seizoen 2008/2009. Bij zijn eerste wedstrijd in Pragelato werd hij 43e. Hij behaalde geen podiumplaatsen in een wereldbekerwedstrijd.
In 2014 nam Zografski een eerste keer deel aan de Olympische Winterspelen. In Sotsji eindigde hij 47e op de grote schans. Ook in 2018 kon Zografski zich plaatsen voor de Olympische winterspelen. Op de normale schans eindigde Zografski op de 14e plaats. Enkele dagen later sprong hij op de grote schans naar de 35e plaats.

## Belangrijkste resultaten

### Olympische Winterspelen
| Jaar | Plaats      | Resultaten                          |
| ---- | ----------- | ----------------------------------- |
| 2014 | Sotsji      | 47e grote schans                    |
| 2018 | Pyeongchang | 14e normale schans 35e grote schans |

### Wereldkampioenschappen schansspringen
| Jaar | Plaats        | Resultaten                          |
| ---- | ------------- | ----------------------------------- |
| 2009 | Liberec       | 43e normale schans                  |
| 2011 | Oslo          | 34e normale schans 37e grote schans |
| 2013 | Val di Fiemme | 40e normale schans 31e grote schans |
| 2015 | Falun         | 30e normale schans 47e grote schans |
| 2017 | Lahti         | 42e normale schans                  |
| 2019 | Seefeld       | 37e normale schans 30 grote schans  |

### Wereldbeker
Eindklasseringen
| Seizoen   | Algm | SV  | 4S  | RAW |
| --------- | ---- | --- | --- | --- |
| 2010/2011 | 53e  | -   | 37e |     |
| 2011/2012 | 45e  | -   | 44e |     |
| 2012/2013 | 33e  | 32e | 22e |     |
| 2014/2015 | 70e  | -   | 54e |     |
| 2015/2016 | 67e  | -   | 46e |     |
| 2016/2017 | -    | -   | 52e | -   |
| 2017/2018 | 52e  | 44e | 60e | 39e |
| 2018/2019 | 33e  | 44e | 18e | 59e |
| 2019/2020 | 41e  | 32e | 61e | 43e |

### Grand-Prix
Eindklasseringen
| Jaar | Plaats |
| ---- | ------ |
| 2010 | 33e    |
| 2011 | 12e    |
| 2012 | 13e    |
| 2013 | 87e    |
| 2015 | 68e    |
| 2019 | 22e    |